# Жаймі Граса
Жаймі да Сілва Граса (порт. Jaime da Silva Graça; нар. 30 січня 1942, Сетубал, Португалія — пом. 28 лютого 2012, Лісабон, Португалія) — португальський футболіст та тренер, виступав на позиції півзахисника.

## Клубна кар'єра
Народився в Сетубалі, розпочав футбольну кар'єру в місцевій «Віторії». У футболці команди рідного міста дебютував у Прімейра-Лізі. У складі «Віторії» зіграв близько 150 офіційних матчів, тричі допомагав клубу дістатися фіналу кубку Португалії.
Протягом двох останніх сезонів у «Віторії» відзначився 28-а голами, влітку 1966 року перебрався у «Бенфіку». У футболці столичного клубу 7 разів вигравав національний чемпіонат та тричі ставав володарем кубку Португалії, зіграв за «Бенфіку» 229 матчів у всіх матчах (29 голів). Відзначився єдиним голом португальського клубу в програному в додатковий час (1:4) фінальному поєдинку Кубку європейських чемпіонів проти «Манчестер Юнайтед».
5 грудня 1966 року Граса врятував життя собі і п'ятьом партнерам по команді, коли під час проведення гравцями «Бенфіки» гідромасажних процедур сталося коротке замикання. Він та ще шість гравців в цей момент були занурені в гідромасажну ванну. Завдяки тому, що Жаймі навчався на електрика перш, ніж стати професійним футболістом, зумів вибратися з басейну і вимкнути живлення. В результаті події загинув один з футболістів, Лусіану Фернандеш, єдиний, хто в момент замикання був повністю занурений під воду. Троє, включаючи самого Грасу, відбулися опіками. Решта знепритомніли, але залишилися живі.
Після всього шести поєдинків за останні два роки 33-річний Граса повернувся в свій перший клуб, завершивши кар'єру в 1977 році, загалом зіграв 303 матчі та відзначився 56 голами у Прімейра-Лізі. По завершенні кар'єри гравця розпочав тренерську діяльність. Тренував «Санта-Клару» з Азорських островів. У 1987 році вивів команду до другого дивізіону португальського чемпіонату, однак наприкінці сезону команда повернулася до третього дивізіону, а Жаймі Грасу звільнили з займаної посади.

## Кар'єра в збірній
У футболці національної збірної Португалії дебютував 24 січня 1965 року в переможному (5:1) домашньому поєдинку кваліфікації чемпіонату світу 1966 року проти Туреччини. Ротрапив до списку португальських футболістів, які поїхали на фінальну частину турніру в Англії, де зіграв у всіх матчах національної команди, яка завоювала бронзові нагороди чемпіонату світу 1966 року. Також виступав за збірну Португалії, де вони поступилися господарям турніру на Кубку незалежності Бразилії 1972 року, цей матч також став останнім за національну команду для Жаймі. У футболці збірної зіграв 36 матчів та відзначився 4-а голами, більшість цих поєдинків провів будучи футболістом «Бенфіки».
Граса допомагав Жозе Торрешу на невдалому чемпіонаті світу 1986 року в Мексиці, затьмарений справою Сальтильо.

## Смерть
Помер 28 лютого 2012 року в лікарні Лусіадаш в Лісабоні після тривалого лікування.

## Досягнення

### Клубні
«Віторія»
- Кубок Португалії
  -  Володар (1): 1964/65

«Бенфіка»
- Прімейра-Ліга
  -  Чемпіон (7): 1966/67, 1967/68, 1968/69, 1970/71, 1971/72, 1972/73, 1974/75[8]

- Кубок Португалії
  -  Володар (3): 1968–69, 1969–70, 1971–72[9]

- Кубок Пошани (3)[9]

- Кубок європейських чемпіонів
  -  Фіналіст (1): 1968

### Міжнародні
Португалія
- Чемпіонат світу
  -  Бронзовий призер (1): 1966